# 윌버 로스
윌버 루이스 로스 주니어(영어: Wilbur Louis Ross Jr., 1937년 11월 28일 ~ )는 2017년부터 2021년까지 제39대 미국 상무장관을 역임한 미국 사업가이다. 공화당 의원인 로스는 이전에 2000년부터 2017년까지 WL 로스 앤 코(WL Ross & Co)의 CEO였다.
로스는 1970년대 후반부터 뉴욕의 N M 로스차일드 앤드 선즈(N M Rothschild & Sons)에서 파산 구조 조정 업무를 운영했다. 1990년대 로스는 민영화에 관해 뉴욕 시장 루디 줄리아니(Rudy Giuliani)의 고문이었으며 미국 대통령 빌 클린턴(Bill Clinton)에 의해 미국 러시아 투자 기금(U.S. Russia Investment Fund) 이사회에 임명되었다. 2000년에 그는 로스차일드를 떠나 WL 로스 앤 코를 설립했다. 로스는 철강, 석탄, 통신 및 섬유와 같은 산업 분야에서 실패한 회사를 인수하고 구조 조정한 후 나중에 운영이 개선된 후 이익을 위해 판매한 것으로 알려진 은행가였다. 그에게 "파산의 왕"이라는 별명을 얻었다. 로스는 20개국 이상에서 사업을 운영하는 100개 이상의 회사의 회장 또는 수석 이사를 역임했다. 2017년에 로스는 도널드 트럼프 행정부의 상무장관이 되었다. 79세의 로스는 미국 역사상 가장 나이 많은 첫 내각 지명자였다.